# Xysticus marmoratus
Xysticus marmoratus là một loài nhện trong họ Thomisidae.
Loài này thuộc chi Xysticus. Xysticus marmoratus được Tord Tamerlan Teodor Thorell miêu tả năm 1875.